# Jonathan Hivert
Jonathan Hivert (ur. 23 marca 1985 w Chambray-lès-Tours) – francuski kolarz szosowy.

## Najważniejsze osiągnięcia
2008
- 2. miejsce w Circuit de Lorraine
  - 1. miejsce na 1. etapie

2009
- 8. miejsce w Paryż-Nicea

2010
- 1. miejsce w Grand Prix d'Ouverture La Marseillaise
- 2. miejsce w Tour du Doubs
- 3. miejsce w Tour de Vendée

2011
- 1. miejsce na 2. etapie Vuelta a Andalucía
- 1. miejsce w Paryż-Troyes
- 1. miejsce w Klasika Primavera

2012
- 1. miejsce na 2. etapie Tour de Romandie
- 2. miejsce w Tour de Vendée

2013
- 1. miejsce w Étoile de Bessèges
- 1. miejsce na 1. i 2. etapie Vuelta a Andalucía
- 2. miejsce w Grosser Preis des Kantons Aargau
- 2. miejsce w Tour de Luxembourg

2015
- 3. miejsce w Tour du Haut Var

2017
- 3. miejsce w Tour de Yorkshire
- 1. miejsce w Vuelta a Castilla y León
  - 1. miejsce w klasyfikacji punktowej
  - 1. miejsce na 2. etapie
- 2. miejsce w Grand Prix de Plumelec-Morbihan

2018
- 1. miejsce w Tour du Haut Var
  - 1. miejsce w klasyfikacji punktowej
  - 1. miejsce na 1. i 2. etapie
- 1. miejsce na 3. etapie Paryż-Nicea
- 1. miejsce w Tour du Finistère

2019
- 1. miejsce w Gran Premio Miguel Indurain
- 1. miejsce na 2. etapie Vuelta a Aragón